# Liste der orthodoxen/römisch-katholischen Dialogpapiere und Konvergenzerklärungen auf Weltebene
Die Liste der orthodoxen/römisch-katholischen Dialogpapiere und Konvergenzerklärungen auf Weltebene enthält die gemeinsamen Erklärungen der Päpste und der Ökumenischen Patriarchen sowie die Dialog-, Konvergenz- und Konsenstexte, die von orthodoxen Theologen im Auftrag ihrer Kirchenleitungen und von römisch-katholischen Theologen im Auftrag des Päpstlichen Rats zur Förderung der Einheit der Christen in gemeinsamer Ausschussarbeit erstellt wurden. Sie sind Dokumente eines bilateralen Teilaspekts der modernen ökumenischen Bewegung. Auf Deutsch veröffentlicht sind sie in der ökumenischen Publikationsreihe Dokumente wachsender Übereinstimmung.
| Titel | Textart und Urheber | Jahr | DwÜ            |
| --- | --- | ---- | -------------- |
| | Gemeinsame Erklärung (Kommuniqué) des Papstes Paul VI. und des Patriarchen Athenagoras I. nach ihrer Begegnung in Jerusalem                               | 1964 | Band 1, S. 520 |
| | Protokoll der Verhandlungen der gemischten Kommission zur Vorbereitung der Aufhebung der Exkommunikationen von 1054                                       | 1965 | Band 1, S. 520 |
| | Gemeinsame Erklärung des Papstes Paul VI. und des Patriarchen Athenagoras I. über die Aufhebung der Exkommunikationen                                     | 1965 | Band 1, S. 522 |
| | Gemeinsame Erklärung des Papstes Paul VI. und des Patriarchen Athenagoras I. zum Abschluss des Besuches des Patriarchen in Rom                            | 1967 | Band 1, S. 524 |
| | Gemeinsame Erklärung des Papstes Johannes Paul II. und des Ökumenischen Patriarchen Dimitrios I. anläßlich des Papstbesuches im Phanar                    | 1979 | Band 1, S. 525 |
| Das Geheimnis der Kirche und der Eucharistie im Licht des Geheimnisses der Heiligen Dreifaltigkeit                                                                           | Dokument der Gemischten Internationalen Kommission für den theologischen Dialog zwischen der Römisch-Katholischen Kirche und der Orthodoxen Kirche        | 1982 | Band 2, S. 531 |
| Glaube, Sakramente und Einheit der Kirche | Dokument der Gemischten Internationalen Kommission für den theologischen Dialog zwischen der Römisch-Katholischen Kirche und der Orthodoxen Kirche        | 1987 | Band 2, S. 542 |
| | Gemeinsame Erklärung von Papst Johannes Paul II. und Patriarch Dimitrios I.                                                                               | 1987 | Band 2, S. 554 |
| Das Weihesakrament in der sakramentalen Struktur der Kirche, insbesondere die Bedeutung der Apostolischen Sukzession für die Heiligung und für die Einheit des Volkes Gottes | Dokument der Gemischten Internationalen Kommission für den theologischen Dialog zwischen der Römisch-Katholischen Kirche und der Orthodoxen Kirche        | 1988 | Band 2, S. 556 |
| | Dokument der 6. Vollversammlung der Dialogkommission der Katholischen Kirche und der Orthodoxen Kirche                                                    | 1990 | Band 3, S. 555 |
| Der Uniatismus – eine überholte Unionsmethode – und die derzeitige Suche nach der vollen Gemeinschaft                                                                        | Dokument der Gemeinsamen Internationalen Kommission für den theologischen Dialog zwischen der Katholischen Kirche und der Orthodoxen Kirche               | 1993 | Band 3, S. 560 |
| Auf der Pilgerschaft zur Einheit | Gemeinsame Erklärung von Papst Johannes Paul II. und dem Ökumenischen Patriarchen Bartholomaios I.                                                        | 1995 | Band 3, S. 567 |
| Ekklesiologische und kanonische Konsequenzen der sakramentalen Natur der Kirche. Kirchliche Communio, Konziliarität und Autorität                                            | Gemeinsame Internationale Kommission für den theologischen Dialog zwischen der Römisch-katholischen Kirche und der Orthodoxen Kirche, 10. Vollversammlung | 2007 | Band 4, S. 833 |
| Synodalität und Primat im ersten Jahrtausend. Auf dem Weg zu einem gemeinsamen Verständnis im Dienst der Einheit der Kirche                                                  | Gemeinsame Internationale Kommission für den theologischen Dialog zwischen der Römisch-katholischen Kirche und der Orthodoxen Kirche, 14. Vollversammlung | 2016 | folgt          |